# Mischarytera macrobotrys
Mischarytera macrobotrys är en kinesträdsväxtart som först beskrevs av Merr. & L.M. Perry, och fick sitt nu gällande namn av H. Turner. Mischarytera macrobotrys ingår i släktet Mischarytera och familjen kinesträdsväxter. Inga underarter finns listade i Catalogue of Life.